# Schwarze Briten

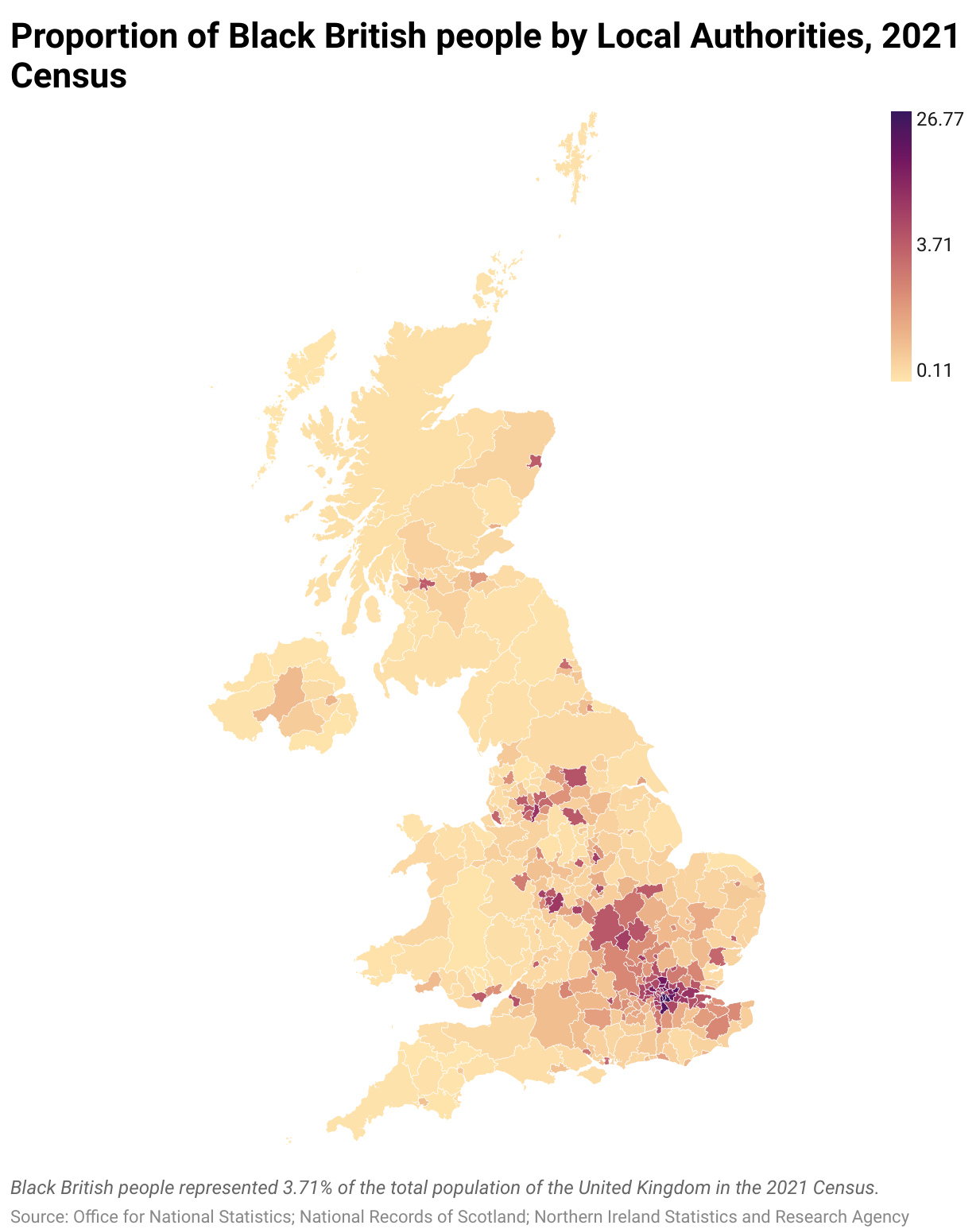
Anteil der Black British im Vereinigten Königreich nach Gebiet (Volkszählung 2021)

Schwarze Briten (Englisch: Black British) sind eine multiethnische Gruppe von Briten, deren Vorfahren überwiegend aus dem südlich der Sahara gelegenen Teil Afrikas stammen. Black British ist eine von mehreren Selbstbezeichnungen, die in der offiziellen britischen Ethnizitätsklassifizierung für Volkszählungen verwendet werden. Historisch wurden teilweise auch alle nichtweißen Bevölkerungsgruppen in Großbritannien als "Schwarze" bezeichnet, bevor sich ethnische Klassifikationen mit mehreren Unterteilungen durchsetzten. Im Jahr 2021 waren etwa 3,7 % der Bevölkerung des Vereinigten Königreichs Schwarze Briten. Die Zahlen sind gegenüber der Volkszählung von 1991 gestiegen, als 1,63 % der Bevölkerung als Schwarze oder Schwarze Briten erfasst wurden. Die große Mehrheit dieser Bevölkerungsgruppe lebt in den Großstädten Englands, darunter mehr als eine Million Menschen in der Region Greater London. Vergleichsweise niedrig ist ihr Anteil dagegen in den ländlichen Gebieten Englands sowie in Schottland, Wales und Nordirland.

## Geschichte

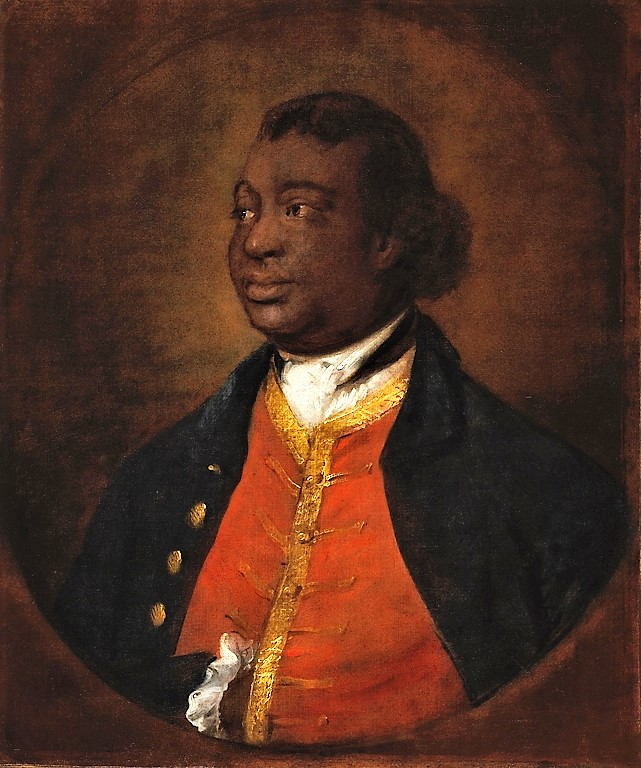
Ignatius Sancho war der erste Mensch afrikanischer Herkunft, der 1774 das britische Wahlrecht erhielt

Die Präsenz afrikanischer Menschen auf den Britischen Inseln lässt sich bis in die Antike zurückverfolgen, als sich Afrikaner im Römischen Britannien niederließen. Auch im Mittelalter ist die Präsenz von Afrikanern dokumentiert und konnte durch DNA-Spuren nachgewiesen worden. Als durch Fortschritte in der Schifffahrt Handelslinien zwischen London und Westafrika eröffnet wurden, kamen Menschen aus dieser Region an Bord von Handels- und Sklavenschiffen nach Großbritannien. Einer der frühesten dokumentierten Schwarzen war der Trompeter John Blanke im frühen 16. Jahrhundert. Im Jahr 1596 erließ Königin Elisabeth I. Briefe an die Oberbürgermeister der großen Städte, in denen sie feststellte, dass "in letzter Zeit verschiedene Schwarzmooren in dieses Reich gebracht wurden, von denen es hier bereits zu viele gibt..." und daraufhin alle "Schwarzmooren" des Landes verweisen ließ. Im 18. Jahrhundert entstanden durch den transatlantischen Sklavenhandel die ältesten dauerhaften schwarzen britischen Gemeinschaften in den eng mit dem Menschenhandel verbundenen Hafenstädten wie Liverpool oder Bristol. Viele der an den britischen Kolonialaktivitäten beteiligten Personen, wie Schiffskapitäne, Kolonialbeamte, Kaufleute, Sklavenhändler und Plantagenbesitzer brachten schwarze Sklaven als Diener mit zurück nach Großbritannien. Dies führte zu einer zunehmenden Zahl von Schwarzen in den nördlichen, östlichen und südlichen Gebieten Londons. 1772 schätzte Lord Mansfield die Zahl der Schwarzen in London auf bis zu 15.000, obwohl die meisten Historiker 10.000 für die wahrscheinlichste Zahl halten. Die schwarze Bevölkerung machte 1780 etwa 0,1 % der Gesamtbevölkerung Großbritanniens und 1 % der Bevölkerung Londons aus. 1731 hatte der Lord Mayor von London verfügt, dass "keine Neger als Lehrlinge an einen Händler oder Handwerker dieser Stadt gebunden werden dürfen". Aufgrund dieser Verordnung wurden die meisten von ihnen gezwungen, als Hausangestellte und in anderen niederen Berufen zu arbeiten. Diejenigen schwarzen Londoner, die als unbezahlte Diener arbeiteten, waren de facto Sklaven, obwohl es im Common Law der Briten keine offizielle Sklaverei gab. Einige ehemalige Sklaven wie Quobna Ottobah Cugoano, Ignatius Sancho oder Olaudah Equiano konnten jedoch auch höhere gesellschaftliche Positionen erreichen und setzten sich im 19. Jahrhundert für den Abolitionismus ein.

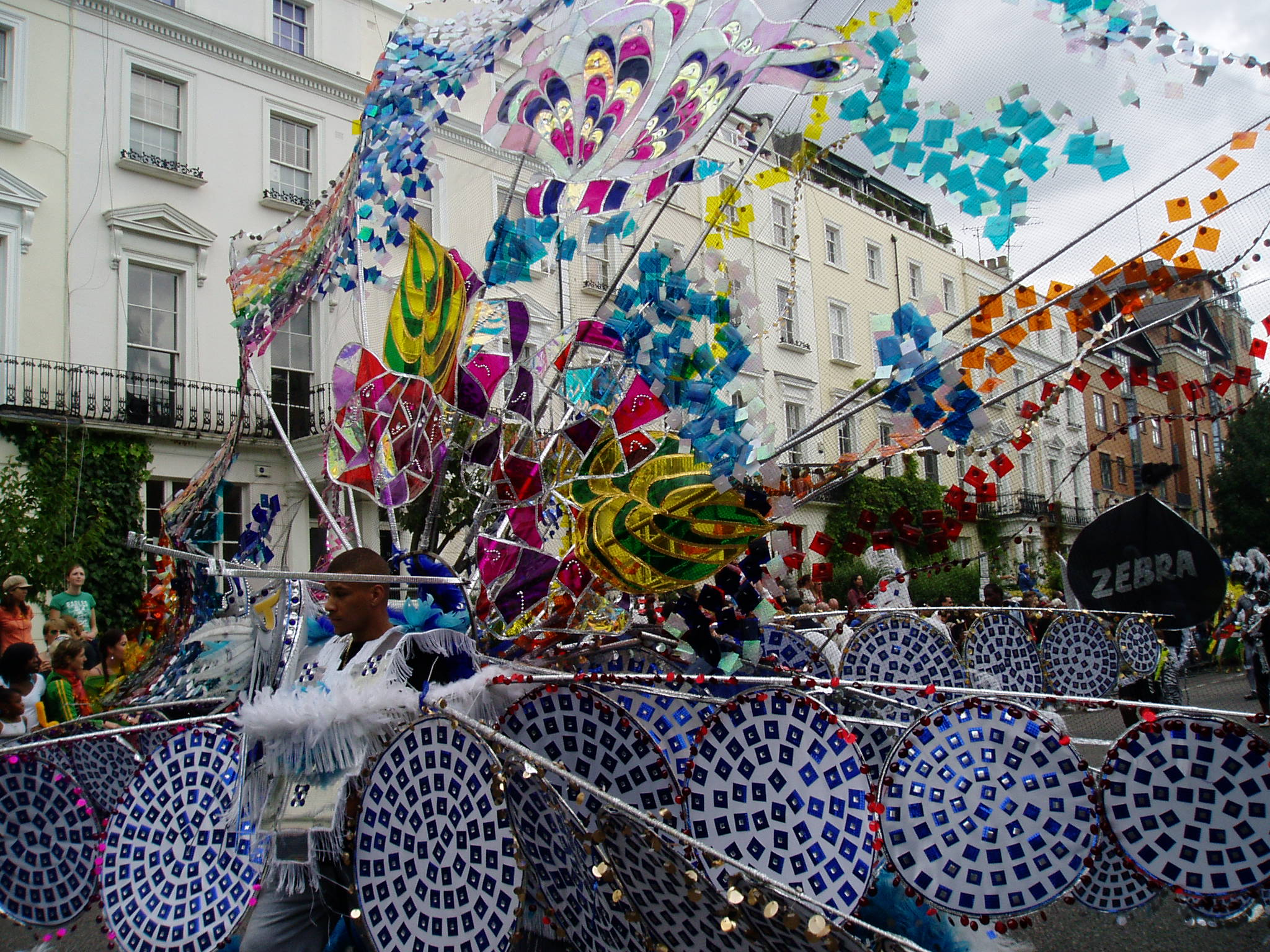
Afrokaribischer Notting Hill Carnival (2004)

1834 wurde die Sklaverei im britischen Empire vollständig abgeschafft, obwohl sie auf den karibischen Plantagen profitabel gewesen war. Es wurden deshalb immer weniger Schwarze von den Westindischen Inseln und aus Westafrika nach London gebracht, weshalb die afrikanischstämmige Bevölkerung in Großbritannien zurückging. Im Ersten Weltkrieg wuchs die Zahl der schwarzen Gemeinschaften in London durch die Ankunft von Seeleuten und Soldaten leicht an. Zu dieser Zeit kamen auch kleine Gruppen von Studenten aus Afrika und der Karibik nach London. Erst der Arbeitskräftemangel nach dem Zweiten Weltkrieg und der British Nationality Act 1948 führten jedoch zu einem verstärkten Zuzug von Schwarzen nach Großbritannien. Die meisten frühen Migranten kamen aus den British West Indies, vorwiegend aus Jamaika. Viele davon arbeiteten in der Industrie, für British Rail und Transport for London oder dem Gesundheitswesen (National Health Service). Bis 1962 hatten sich rund 250.000 afrokaribische Migranten dauerhaft im Vereinigten Königreich niedergelassen. Nach rassistischen Angriffen auf die karibische Gemeinschaft im Londoner Stadtteil Notting Hill wurde 1959 von der ansässigen karibischen Gemeinschaft der jährliche Notting Hill Carnival ins Leben gerufen. Seit den 1990er Jahren hat die Migration aus Afrika die aus der Karibik deutlich übertroffen. Bei der Volkszählung 2011 waren knapp 600.000 Briten afrokaribischer Abstammung und knapp eine Million Menschen schwarzafrikanischer Abstammung. Afrikaner im Land waren vorwiegend aus den Ländern Nigeria, Ghana, Somalia, Simbabwe, Eritrea, der DR Kongo und Kenia eingewandert. Im Jahre 2019 wurden 330.000 Visa an Migranten aus Subsahara-Afrika erteilt. Es studieren auch zahlreiche Studenten aus afrikanischen Ländern an britischen Universitäten, darunter 2019 allein 110.000 aus Nigeria. Es gibt auch eine steigende Anzahl an Asylbewerbern und illegalen Migranten aus Afrika im Vereinigten Königreich, welche meistens den Ärmelkanal per Boot überqueren. Knapp ein Fünftel der geschätzt 800.000 bis 1,2 Millionen Migranten (2017) ohne Aufenthaltsgenehmigung stammten aus afrikanischen Ländern.

## Demografie

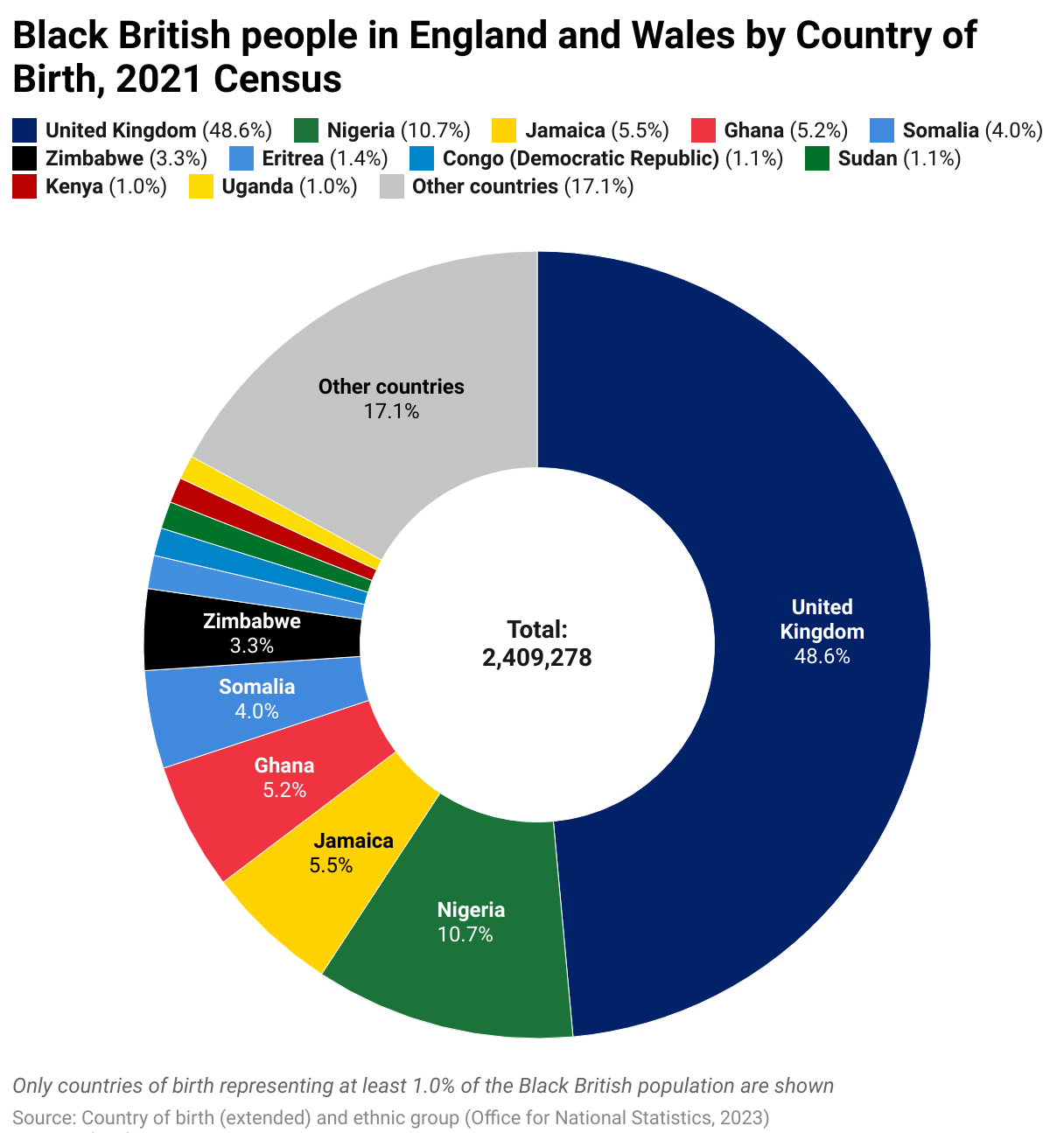
Schwarze Briten in England und Wales nach Geburtsland (2021)

Bei der Volkszählung 2021 wurden in England und Wales 2.409.278 Menschen mit schwarzer, afrokaribischer oder afrikanischer ethnischer Zugehörigkeit erfasst, was 4,0 % der Bevölkerung entspricht. In Nordirland bezeichneten sich 11 032 Personen oder 0,6 % der Bevölkerung als Schwarze. Die Volkszählung in Schottland wurde um ein Jahr verschoben und fand im Jahr 2022 statt; die entsprechende Zahl lag hier bei 212.022 Personen, was 1,3 % der Bevölkerung entsprach. Die zehn Gebiete mit dem größten Anteil von Personen, die sich als Schwarze identifizierten, befanden sich alle in London: Lewisham (26,77 %), Southwark (25,13 %), Lambeth (23,97 %), Croydon (22,64 %), Barking and Dagenham (21,39 %), Hackney (21,09 %), Greenwich (20,96 %), Enfield (18,34 %), Haringey (17,58 %) und Brent (17,51 %). Außerhalb Londons wies Manchester mit 11,94 % den höchsten Anteil auf. In Schottland war der Anteil in Aberdeen mit 4,20 % am höchsten, in Wales in Cardiff mit 3,84 % und in Nordirland in Belfast mit 1,34 %.
Schwarze Briten gehörten laut Volkszählungsergebnissen von 2021 deutlich häufiger einer religiösen Gruppe an als der Durchschnitt der Bevölkerung. So bezeichneten sich 67,0 % der Schwarzen als Christen und 17,3 % als Muslime. Der Rest gehörte einer anderen Religion an, machte keine Angaben zu ihrer Religion oder waren religionslos.
Es kommt im zunehmend multikulturellen Vereinigten Königreich immer häufiger zur ethnischen Vermischung. Im Jahr 2014 berichtete The Economist, dass laut der Arbeitskräfteerhebung 48 Prozent der afrokaribischen Männer und 34 Prozent der afrokaribischen Frauen einen Partner aus einer anderen ethnischen Gruppe haben.

## Soziale Situation
Die in den 1950er und 1960er Jahren sehr weit verbreitete Diskriminierung ethnischer Minderheiten führte zu der Verabschiedung der Race Relations Acts von 1965 und 1968, welche rassistische Diskriminierung verboten. Der Vorwurf des Rassismus gegen Schwarze und andere Minderheiten führte allerdings immer wieder zu Konflikten zwischen Angehörigen der schwarzen Minderheit und der Britischen Polizei. Nach dem Tod des 29-jährigen Schwarzen Mark Duggan bei seiner Festnahme durch die Polizei kam es zu anhaltenden Unruhen in England, die im Londoner Stadtteil Tottenham am 6. August 2011 begannen. Eine Umfrage der Universität Cambridge aus dem Jahr 2023, an der die größte Stichprobe von Schwarzen in Großbritannien teilnahm, ergab, dass 88 % über rassistische Diskriminierung am Arbeitsplatz berichteten, 79 % glaubten, dass die Polizei Schwarze ungerechtfertigterweise mit Anhalte- und Durchsuchungsbefugnissen schikaniert, und 80 % stimmten definitiv oder eher zu, dass rassistische Diskriminierung das größte Hindernis für den akademischen Erfolg junger Schwarzer darstellt.
Die schwarze Bevölkerung war laut Untersuchungen von 2019 häufiger von Armut betroffen als weiße Briten, jedoch weniger häufig als Bangladescher und Pakistaner. Laut der Volkszählung von 2021 lebten 44 % der Schwarzen in Sozialwohnungen, gegenüber 16 % der Weißen. Bei den akademischen Leistungen zwischen schwarzafrikanischen und afrokaribischen Schülern auf GCSE-Ebene tritt laut den Untersuchungen von 2019 ein Gefälle auf. Schwarzafrikanische Schüler erzielten bessere Ergebnisse als weiße Schüler und der nationale Durchschnitt, während die Kinder afrokaribischer Eltern die schlechtesten Ergebnisse erzielten.
Zwischen 2011 und 2014 hatten schwarze Briten eine höhere durchschnittliche Lebenserwartung als weiße Briten. Von der COVID-19-Pandemie waren ethnische Minderheiten allerdings schwerer betroffen, auch da diese häufiger in prekären Wohnverhältnissen lebten.

### Allgemein
- David Dabydeen, John Gilmore, Cecily Jones (Hrsg.): The Oxford Companion to Black British History (Oxford Companions), Oxford UP 2007
- Alison Donnell (Hrsg.): Companion to Contemporary Black British Culture, Routledge, London ; New York, 2013 (Paperback)
- Reni Eddo-Lodge : Why I’m No Longer Talking to White People About Race, London: Bloomsbury Circus, 2017, dt. deutsch: Warum ich nicht länger mit Weißen über Hautfarbe spreche. Stuttgart: Tropen Verlag, 2018
- Peter Freyer: Staying Power: The History of Black People in Britain, London: Pluto Press, 2018 [EA 1984], 636 S.
- Paul Gilroy: Black Britain: A Photographic History, London: Saqi Books 2008
- Stuart Hall: Familiar Stranger: A Life between Two Islands, Durham: Duke University Press 2017. (TB: Penguin 2018), deutsch: Vertrauter Fremder – Ein Leben zwischen zwei Inseln. Hamburg: Argument Verlag, 2020

' Kobena Mercer: Welcome to the Jungle: New Positions in Black Cultural Studies, London und New York: Routledge 1994
- David Olusoga: Black and British: A Forgotten History, London: Macmilan 2017[22]
- Onyekachi Wambu (Hrsg.): Empire Windrush: Reflections on 75 Years & More of the Black British Experience, London: Weidenfeld & Nicolson, 2023

### Film
- Jacqueline Bobo: Black Women Film and Video Artists, New York City: Routledge, 1998
- Stephen Bourne: Black in the British frame : the black experience in British film and television, London [u. a.] : Continuum, 2001
- Anne Ciecko: "Representing the Spaces of Diaspora in Contemporary British Films by Women Directors". Cinema Journal. 38 (3). 1999
- Gwendolyn Audrey Foster: Women Filmmakers of the African and Asian Diaspora, Carbondale: Southern Illinois University Press 1997
- JOEL KARAMATH: SHOOTING BLACK BRITAIN in: Index on Censorship 2007, S. 142–147
- David Marriott: Bastard Allegories: Black British Independent Cinema, Black Camera, Vol. 7, No. 1 (Fall 2015), pp. 179–198
- Kobena Mercer et al.: Black film, British cinema, London : Institute of Contemporary Arts 1988[23]
- Clive Nwonka, Anamik Saha (Hrsg.): Black Film British Cinema II, London: Goldsmiths Press 2021

### Mode
- The Missing Thread: Untold stories of black british fashion, Ausstellung (21. September 2023 – 7. Januar 2024) im Sommerset House London, Katalog: hrsg. von Jason Jules, London : Somerset House Trust, 2023. 182 S. ISBN 978-1-7394951-0-7[24]

### Musik
- Kevin Le Gendre: Don't Stop the Carnival: Black British Music (Black Music in Britain, 1, Band 1), Leeds: Peepal Tree Press 2018
- Ders., Children of the Ghetto: Black Music in Britain: Volume 2, 2024

### Sport
- Patrick Ismond: Black and Asian Athletes in British Sport and Society: A Sporting Chance? , Palgrave Macmillan, Houndsmill, Basingstoke, Hampshire ; New York, 2003
- Clive Chijioke Nwonka, Matthew Harle (Hrsg.): Black Arsenal: : club, culture, identity, Weidenfeld & Nicolson, London, 2024